# Кіллем (Альберта)
Кіллем (англ. Killam) — містечко в Канаді, у провінції Альберта, у складі муніципального району Флегстафф.

## Населення
За даними перепису 2016 року, містечко нараховувало 989 осіб, показавши зростання на 0,8%, порівняно з 2011-м роком. Середня густина населення становила 146,5 осіб/км².
З офіційних мов обидвома одночасно володіли 15 жителів, тільки англійською — 930, а 5 — жодною з них. Усього 35 осіб вважали рідною мовою не одну з офіційних, з них 5 — українську.
Працездатне населення становило 520 осіб (71,7% усього населення), рівень безробіття — 9,6% (13,2% серед чоловіків та 3,8% серед жінок). 90,4% осіб були найманими працівниками, а 9,6% — самозайнятими.
Середній дохід на особу становив $52 158 (медіана $41 045), при цьому для чоловіків — $67 385, а для жінок $38 848 (медіани — $56 107 та $29 024 відповідно).
29% мешканців мали закінчену шкільну освіту, не мали закінченої шкільної освіти — 21,4%, 49,7% мали післяшкільну освіту, з яких 19,4% мали диплом бакалавра, або вищий.
| Статево-вікова структура населення | Статево-вікова структура населення | Статево-вікова структура населення | Статево-вікова структура населення | Статево-вікова структура населення |
| ---------------------------------- | ---------------------------------- | ---------------------------------- | ---------------------------------- | ---------------------------------- |
|                                    |                                    |                                    |                                    |                                    |
| Всього                             | Всього                             | 49,0%51,0%                         |                                    |                                    |
| 0 — 14 років                       | 0 — 14 років                       |                                    | 21,1%                              | 21,1%                              |
| 15 — 64 років                      | 15 — 64 років                      |                                    | 57,3%                              | 57,3%                              |
| 65 і більше                        | 65 і більше                        |                                    | 21,6%                              | 21,6%                              |
| 85 і більше                        | 85 і більше                        |                                    | 4,5%                               | 4,5%                               |
| Середній вік (років)               | Середній вік (років)               | 38,442,2                           | 40,3                               | 40,3                               |
| Медіана (років)                    | Медіана (років)                    | 36,640,5                           | 38,1                               | 38,1                               |
| — чоловіки — жінки                 |                                    |                                    |                                    |                                    |

| Походження мешканців:     | Походження мешканців:     | Походження мешканців: | Походження мешканців: | Походження мешканців: |
| ------------------------- | ------------------------- | --------------------- | --------------------- | --------------------- |
| Походження                |                           |                       | осіб                  | %                     |
| Корінні американці        | Корінні американці        |                       | 55                    | 5.56%                 |
| Інше північноамериканське | Інше північноамериканське |                       | 335                   | 33.87%                |
| Європейське               | Європейське               |                       | 815                   | 82.41%                |
| британське                | британське                |                       | 565                   | 57.13%                |
| французьке                | французьке                |                       | 115                   | 11.63%                |
| українське                | українське                |                       | 100                   | 10.11%                |
| Латинськоамериканське     | Латинськоамериканське     |                       | 15                    | 1.52%                 |
| Африканське               | Африканське               |                       | 10                    | 1.01%                 |
| Азійське                  | Азійське                  |                       | 20                    | 2.02%                 |

| Зайнятість населення за галузями (за класифікацією NOC): | Зайнятість населення за галузями (за класифікацією NOC): | Зайнятість населення за галузями (за класифікацією NOC): | Зайнятість населення за галузями (за класифікацією NOC): | Зайнятість населення за галузями (за класифікацією NOC): |
| -------------------------------------------------------- | -------------------------------------------------------- | -------------------------------------------------------- | -------------------------------------------------------- | -------------------------------------------------------- |
|                                                          |                                                          |                                                          |                                                          |                                                          |
| Управління                                               | Управління                                               |                                                          | 9,6%                                                     | 9,6%                                                     |
| Бізнес, фінанси та адміністрування                       | Бізнес, фінанси та адміністрування                       |                                                          | 17,3%                                                    | 17,3%                                                    |
| Охорона здоров'я                                         | Охорона здоров'я                                         |                                                          | 10,6%                                                    | 10,6%                                                    |
| Освіта, правозахист, муніципальні та урядові служби      | Освіта, правозахист, муніципальні та урядові служби      |                                                          | 8,7%                                                     | 8,7%                                                     |
| Мистецтво, культура, відпочинок та спорт                 | Мистецтво, культура, відпочинок та спорт                 |                                                          | 1,9%                                                     | 1,9%                                                     |
| Роздрібна торгівля та послуги                            | Роздрібна торгівля та послуги                            |                                                          | 20,2%                                                    | 20,2%                                                    |
| Гуртова торгівля, транспорт та обладнання                | Гуртова торгівля, транспорт та обладнання                |                                                          | 16,3%                                                    | 16,3%                                                    |
| Природні ресурси, сільське господарство                  | Природні ресурси, сільське господарство                  |                                                          | 14,4%                                                    | 14,4%                                                    |
| Виробництво                                              | Виробництво                                              |                                                          | 1,9%                                                     | 1,9%                                                     |

## Клімат
Середня річна температура становить 2,5°C, середня максимальна – 21,6°C, а середня мінімальна – -21,3°C. Середня річна кількість опадів – 400 мм.
| Клімат поселення                              | Клімат поселення | Клімат поселення | Клімат поселення | Клімат поселення | Клімат поселення | Клімат поселення | Клімат поселення | Клімат поселення | Клімат поселення | Клімат поселення | Клімат поселення | Клімат поселення | Клімат поселення |
| Показник                                      | Січ.             | Лют.             | Бер.             | Квіт.            | Трав.            | Черв.            | Лип.             | Серп.            | Вер.             | Жовт.            | Лист.            | Груд.            |                  |
| Середній максимум, °C                         | −8,06            | −4,45            | 1,60             | 10,80            | 17,32            | 21,53            | 21,58            | 20,96            | 15,60            | 9,60             | −0,3             | −6,97            |                  |
| Середня температура, °C                       | −14,67           | −11,06           | −5               | 4,20             | 10,70            | 14,90            | 16,66            | 16,03            | 10,70            | 4,70             | −5,2             | −11,9            |                  |
| Середній мінімум, °C                          | −21,29           | −17,7            | −11,62           | −2,43            | 4,10             | 8,30             | 11,74            | 11,11            | 5,79             | −0,21            | −10,14           | −16,82           |                  |
| Норма опадів, мм                              | 19               | 11               | 16               | 24               | 38               | 77               | 70               | 62               | 38               | 16               | 15               | 14               |                  |
| Середньомісячна швидкість вітру, м/с          | 3.67             | 3.60             | 3.70             | 4.00             | 4.00             | 3.70             | 3.40             | 3.20             | 3.40             | 3.60             | 3.80             | 3.70             |                  |
| Середньомісячна сонячна радіація, кДж/м²·день | 3779             | 7354             | 12454            | 17386            | 20754            | 22045            | 22666            | 18913            | 12945            | 7788             | 3947             | 2805             |                  |
| --------------------------------------------- | ---------------- | ---------------- | ---------------- | ---------------- | ---------------- | ---------------- | ---------------- | ---------------- | ---------------- | ---------------- | ---------------- | ---------------- | ---------------- |
| Джерело:                                      |                  |                  |                  |                  |                  |                  |                  |                  |                  |                  |                  |                  |                  |

## Галерея

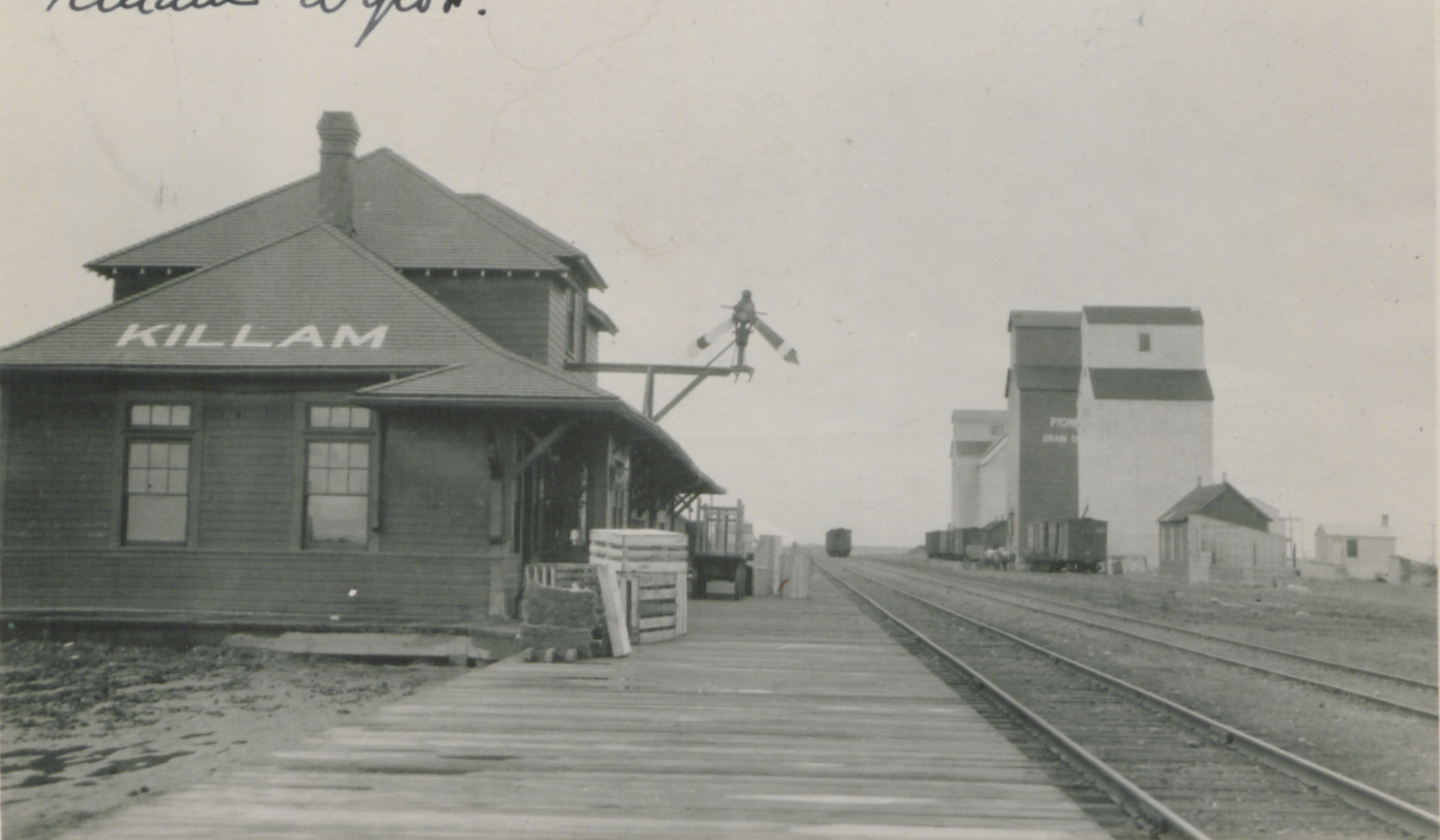
Залізничне депо (1920)
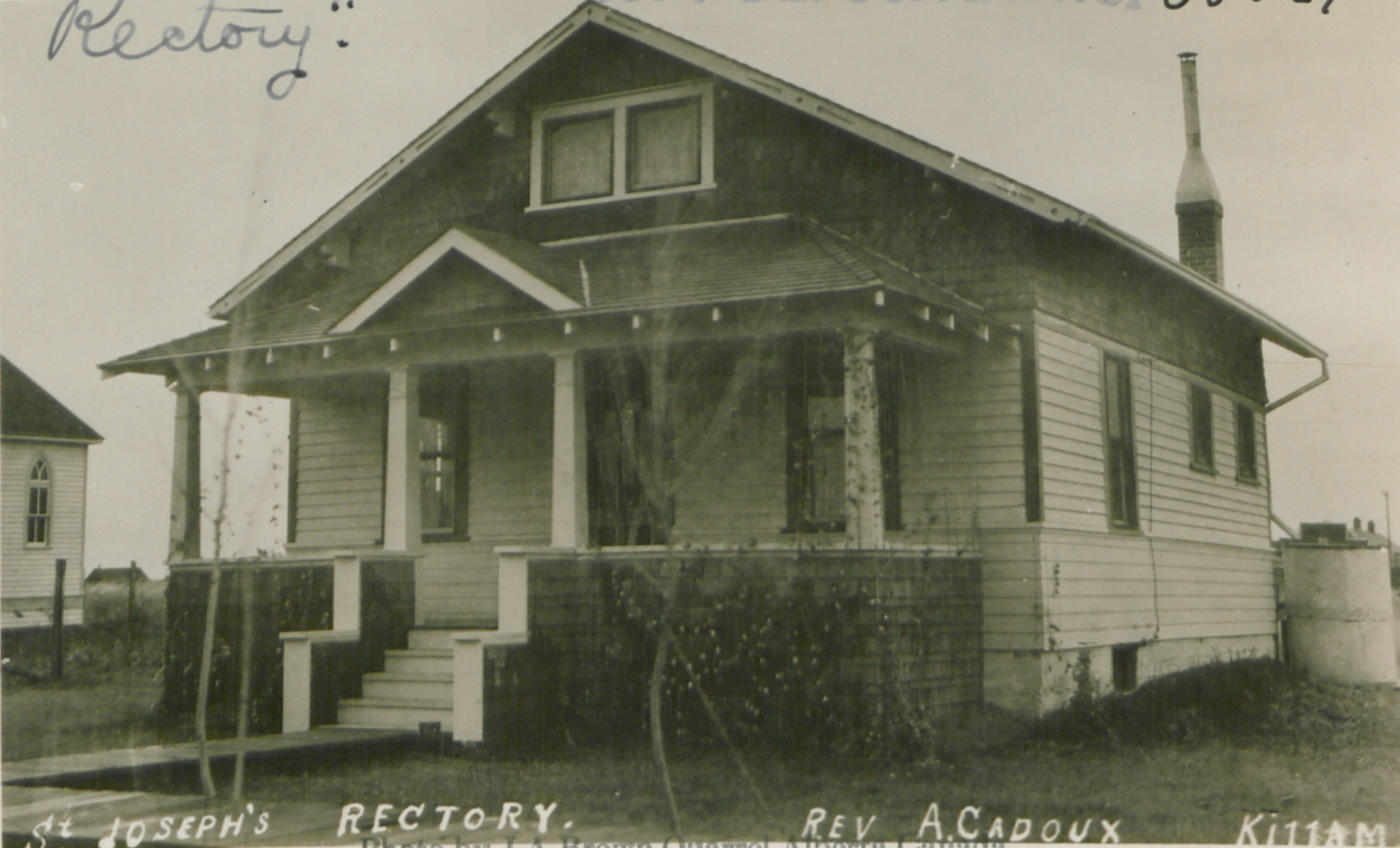
Будинок священника (1920)